# Asikkalanselkä
Asikkalanselkä är en avskild del av sjön Päijänne i Finland. Den ligger norr om Asikkala i Asikkala kommun i landskapet Päijänne-Tavastland.